# Сандыколь
Сандыколь (каз. Сандыкөл) — озеро в Тайыншинском районе Северо-Казахстанской области Казахстана. Находится к юго-востоку от свх им. Кирова.
По данным топографической съёмки 1940-х годов, площадь поверхности озера составляет 2 км². Наибольшая длина озера — 1,7 км, наибольшая ширина — 1,4 км. Длина береговой линии составляет 5,2 км, развитие береговой линии — 1,03. Озеро расположено на высоте 131,9 м над уровнем моря.